# کوروش ملکی
کوروش ملکی (زادهٔ ۱۹ اردیبهشت ۱۳۷۰، روانسر) بازیکن فوتبال اهل ایران است که در پست دروازه‌بان برای باشگاه فوتبال نساجی بازی می‌کند.